# Maurits Frederik van Nassau-Siegen
Graaf Maurits Frederik van Nassau-Siegen (Slot Siegen, 19 januari 1621 – Calloo, 17 juni 1638), Duits: Moritz Friedrich Graf von Nassau-Siegen, officiële titels: Graf zu Nassau, Katzenelnbogen, Vianden und Diez, Herr zu Beilstein, was een graaf uit het Huis Nassau-Siegen, een zijtak van de Ottoonse Linie van het Huis Nassau. Hij diende als officier in het Staatse leger, en sneuvelde op jonge leeftijd. In de Oranjepropaganda geldt hij als een van de twaalf helden uit het Huis Nassau die in de Tachtigjarige Oorlog hun leven gaven voor de vrijheid van het Nederlandse volk.

## Biografie
Maurits Frederik werd op 19 januari 1621 op Slot Siegen geboren als de tweede zoon van graaf Willem van Nassau-Siegen en gravin Christiane van Erbach.
Maurits Frederik werd op 3 september 1633 student aan de Universiteit Leiden. Op 27 mei 1636 werd hij kapitein van een compagnie te voet in Staatse dienst.
Prins Frederik Hendrik, een belegering van Antwerpen op het oog hebbende, vertrouwde de vader van Maurits Frederik in 1638 een belangrijke onderneming, het bezetten van de dijk te Calloo, toe. Willem veroverde de schansen Stabroek en Calloo en verjoeg de Spanjaarden, maar in plaats van zijn tocht verder voort te zetten, versterkte hij zich ter plaatse. Toen hem het vals gerucht ter ore kwam dat de Spanjaarden met een grotere macht dan de zijne in aantocht waren nam hij in verwarring de vlucht, waarbij hij op 17 juni een aanmerkelijk verlies van 2000 man leed. Maurits Frederik was een van degenen die sneuvelde in deze Slag bij Calloo. Hij werd begraven in Heusden.

## Voorouders
| Voorouders van Maurits Frederik van Nassau-Siegen | Voorouders van Maurits Frederik van Nassau-Siegen                                                         | Voorouders van Maurits Frederik van Nassau-Siegen                                                         | Voorouders van Maurits Frederik van Nassau-Siegen                                                         | Voorouders van Maurits Frederik van Nassau-Siegen                                                          | Voorouders van Maurits Frederik van Nassau-Siegen                                 | Voorouders van Maurits Frederik van Nassau-Siegen                                 | Voorouders van Maurits Frederik van Nassau-Siegen                                           | Voorouders van Maurits Frederik van Nassau-Siegen                                        |
| ------------------------------------------------- | --- | --- | --- | --- | --------------------------------------------------------------------------------- | --------------------------------------------------------------------------------- | ------------------------------------------------------------------------------------------- | ---------------------------------------------------------------------------------------- |
| Betovergrootouders                                | Willem I ‘de Rijke’ van Nassau-Siegen (1487–1559) ⚭ 1531 Juliana van Stolberg-Wernigerode (1506–1580)     | George III van Leuchtenberg (1502–1555) ⚭ 1528 Barbara van Brandenburg-Ansbach (1495–1552)                | Hendrik VIII van Waldeck-Wildungen (1465–1513) ⚭ vóór 1492 Anastasia van Runkel (?–1502/03)               | Salentijn VII van Isenburg-Grenzau (vóór 1470–1534) ⚭ Elisabeth van Hunolstein-Neumagen (ca. 1475–1536/38) | Everhard XI van Erbach (1475–1539) ⚭ 1503 Maria van Wertheim (1485–1553)          | Filips van Salm-Dhaun (1492–1521) ⚭ 1514 Antoinette van Neufchatel (1496–1544)    | Wolfgang van Barby en Mühlingen (1502–1564) ⚭ 1526 Agnes van Mansfeld-Hinterort (1511–1558) | Johan II van Anhalt-Zerbst (1504–1551) ⚭ 1534 Margaretha van Brandenburg (1511–1577)     |
| Overgrootouders                                   | Johan VI ‘de Oude’ van Nassau-Siegen (1536–1606) ⚭ 1559 Elisabeth van Leuchtenberg (1537–1579)            | Johan VI ‘de Oude’ van Nassau-Siegen (1536–1606) ⚭ 1559 Elisabeth van Leuchtenberg (1537–1579)            | Filips IV van Waldeck-Wildungen (1493–1574) ⚭ 1554 Jutta van Isenburg-Grenzau (?–1564)                    | Filips IV van Waldeck-Wildungen (1493–1574) ⚭ 1554 Jutta van Isenburg-Grenzau (?–1564)                     | Everhard XII van Erbach (1511–1564) ⚭ 1538 Margaretha van Salm-Dhaun (1521–1576)  | Everhard XII van Erbach (1511–1564) ⚭ 1538 Margaretha van Salm-Dhaun (1521–1576)  | Albrecht X van Barby en Mühlingen (1534–1588) ⚭ 1559 Maria van Anhalt-Zerbst (1538–1563)    | Albrecht X van Barby en Mühlingen (1534–1588) ⚭ 1559 Maria van Anhalt-Zerbst (1538–1563) |
| Grootouders                                       | Johan VII ‘de Middelste’ van Nassau-Siegen (1561–1623) ⚭ 1581 Magdalena van Waldeck-Wildungen (1558–1599) | Johan VII ‘de Middelste’ van Nassau-Siegen (1561–1623) ⚭ 1581 Magdalena van Waldeck-Wildungen (1558–1599) | Johan VII ‘de Middelste’ van Nassau-Siegen (1561–1623) ⚭ 1581 Magdalena van Waldeck-Wildungen (1558–1599) | Johan VII ‘de Middelste’ van Nassau-Siegen (1561–1623) ⚭ 1581 Magdalena van Waldeck-Wildungen (1558–1599)  | George III van Erbach (1548–1605) ⚭ 1592 Maria van Barby en Mühlingen (1563–1619) | George III van Erbach (1548–1605) ⚭ 1592 Maria van Barby en Mühlingen (1563–1619) | George III van Erbach (1548–1605) ⚭ 1592 Maria van Barby en Mühlingen (1563–1619)           | George III van Erbach (1548–1605) ⚭ 1592 Maria van Barby en Mühlingen (1563–1619)        |
| Ouders                                            | Willem van Nassau-Siegen (1592–1642) ⚭ 1619 Christiane van Erbach (1596–1646)                             | Willem van Nassau-Siegen (1592–1642) ⚭ 1619 Christiane van Erbach (1596–1646)                             | Willem van Nassau-Siegen (1592–1642) ⚭ 1619 Christiane van Erbach (1596–1646)                             | Willem van Nassau-Siegen (1592–1642) ⚭ 1619 Christiane van Erbach (1596–1646)                              | Willem van Nassau-Siegen (1592–1642) ⚭ 1619 Christiane van Erbach (1596–1646)     | Willem van Nassau-Siegen (1592–1642) ⚭ 1619 Christiane van Erbach (1596–1646)     | Willem van Nassau-Siegen (1592–1642) ⚭ 1619 Christiane van Erbach (1596–1646)               | Willem van Nassau-Siegen (1592–1642) ⚭ 1619 Christiane van Erbach (1596–1646)            |